# IX Campeonato de España de Curling Dobles Mixtos
El Campeonato de España de Curling en su modalidad dobles-mixtos celebró su IX edición en enero de 2016. El torneo se disputó en Jaca (Huesca) del 15 al 17 de enero de 2016 y contó con la participación de 14 equipos de Aragón, País Vasco, Cataluña, Madrid y Castilla y León.
El ganador del campeonato participó en el mundial que de Karlstad (Suecia).

## Sede
El torneo se celebró en el Palacio de Hielo de Jaca.
| Jaca                                                   |
| Pabellón de Hielo de Jaca (Estadio Club Hielo de Jaca) |
| Capacidad: 2 000                                       |
|                                                        |

## Grupos

### Grupo Verde
| Equipo                 | Equipo            | Equipo         | PJ | PG | PP | Pt | DSC    |
| ---------------------- | ----------------- | -------------- | -- | -- | -- | -- | ------ |
| Txuri-Berri AlStar     | Estrella Labrador | Alberto Vez    | 4  | 4  | 0  | 8  | 62,28  |
| SVC Iparpolo Bikohamar | Sorkunde Vez      | Manu García    | 4  | 3  | 1  | 6  | 127,92 |
| Jaca Red               | Elsa Fumanal      | Alfonso García | 4  | 2  | 2  | 4  | 109,20 |
| BCC Red                | Marisa Lozano     | Sergio Martín  | 4  | 1  | 3  | 2  | 109,73 |
| Iceberg I              | Conchi Repes      | Julián Alfonso | 4  | 0  | 4  | 0  | 172,03 |

### Grupo Rojo
| Equipo                    | Equipo            | Equipo           | PJ | PG | PP | Pt | DSC    |
| ------------------------- | ----------------- | ---------------- | -- | -- | -- | -- | ------ |
| SVC Iparpolo Bikobi       | Irantzu García    | Gontzal García   | 4  | 4  | 0  | 8  | 78,95  |
| Txuri-Berri Robillard/Vez | Melanie Robillard | Sergio Vez       | 4  | 3  | 1  | 6  | 30,00  |
| Jaca Black                | Patricia Arbués   | Lucas Munuera    | 4  | 2  | 2  | 4  | 120,32 |
| BCC Black                 | Laura Almanzor    | Llorenç Aparicio | 4  | 1  | 3  | 2  | 126,38 |
| BCC Blue                  | Daria Antonova    | Víctor Navarro   | 4  | 0  | 4  | 0  | 92,40  |

### Grupo Azul
| Equipo                    | Equipo              | Equipo        | PJ | PG | PP | Pt | DSC    |
| ------------------------- | ------------------- | ------------- | -- | -- | -- | -- | ------ |
| Txuri-Berri Otaegi/Unanue | Oihane Otaegi       | Mikel Unanue  | 3  | 3  | 0  | 6  | 78,70  |
| Txuri-Berri Otaegi/Mirete | Leire Otaegi        | Victor Mirete | 3  | 1  | 2  | 2  | 61,13  |
| BCC Green                 | María Carmen Lozano | Dani Obradó   | 3  | 1  | 2  | 2  | 99,15  |
| Madrid B52                | Elena Altuna        | Ángel García  | 3  | 1  | 2  | 2  | 119,63 |

## Fase de grupos
Los dos primeros de cada grupo se clasificarán a los playoffs así como los dos terceros con mejor DSC (lanzamientos al centro previos a cada encuentro).

### Resultados

#### Jornada 1
15 de enero de 2016 08:30
|                        | 1 | 2 | 3 | 4 | 5 | 6 | 7 | 8 | EE | Total | LSD   | LSD   |
| ---------------------- | - | - | - | - | - | - | - | - | -- | ----- | ----- | ----- |
| Txuri-Berri AlStar     | 2 |   | 4 | 2 |   | 2 | X | X |    | 10    | 123,2 | 199,6 |
| SVC Iparpolo Bikohamar |   | 2 |   |   | 1 |   | X | X |    | 3     | 199,6 | 174,2 |

|           | 1 | 2 | 3 | 4 | 5 | 6 | 7 | 8 | EE | Total | LSD   | LSD   |
| --------- | - | - | - | - | - | - | - | - | -- | ----- | ----- | ----- |
| Jaca Red  | 3 | 1 | 1 | 2 |   | 1 | 2 | X |    | 10    | 56,7  | 28,5  |
| Iceberg I |   |   |   |   | 3 |   |   | X |    | 3     | 199,6 | 199,6 |

#### Jornada 2
15 de enero de 2016 11:00
|           | 1 | 2 | 3 | 4 | 5 | 6 | 7 | 8 | EE | Total | LSD   | LSD   |
| --------- | - | - | - | - | - | - | - | - | -- | ----- | ----- | ----- |
| BCC Black |   |   | 1 |   |   | 2 | 2 | 2 |    | 7     | 120,7 | 199,6 |
| BCC Blue  | 4 | 1 |   | 1 | 4 |   |   |   |    | 10    | 64,0  | 31,2  |

|                           | 1 | 2 | 3 | 4 | 5 | 6 | 7 | 8 | EE | Total | LSD  | LSD  |
| ------------------------- | - | - | - | - | - | - | - | - | -- | ----- | ---- | ---- |
| Txuri-Berri Robillard/Vez |   |   | 1 |   | 2 |   | 2 | 1 |    | 6     | 29,0 | 42,7 |
| SVC Iparpolo Bikobi       | 1 | 2 |   | 3 |   | 2 |   |   |    | 8     | 31,8 | 35,6 |

#### Jornada 3
15 de enero de 2016 13:30
|                    | 1 | 2 | 3 | 4 | 5 | 6 | 7 | 8 | EE | Total | LSD   | LSD   |
| ------------------ | - | - | - | - | - | - | - | - | -- | ----- | ----- | ----- |
| Iceberg I          |   | 3 |   | 1 |   |   |   | X |    | 4     | 199,6 | 113,9 |
| Txuri Berri Alstar | 1 |   | 5 |   | 1 | 1 | 1 | X |    | 9     | 27,4  | 82,9  |

|                        | 1 | 2 | 3 | 4 | 5 | 6 | 7 | 8 | EE | Total | LSD   | LSD   |
| ---------------------- | - | - | - | - | - | - | - | - | -- | ----- | ----- | ----- |
| SVC Iparpolo Bikohamar | 1 |   |   |   | 1 | 2 |   | 2 |    | 6     | 199,6 | 141,6 |
| BCC Red                |   | 1 | 2 | 1 |   |   | 1 |   |    | 5     | 199,6 | 63,8  |

#### Jornada 4
15 de enero de 2016 16:00
|                           | 1 | 2 | 3 | 4 | 5 | 6 | 7 | 8 | EE | Total | LSD  | LSD   |
| ------------------------- | - | - | - | - | - | - | - | - | -- | ----- | ---- | ----- |
| BCC Blue                  |   |   |   |   | 2 |   |   | X |    | 2     | 27,9 | 199,6 |
| Txuri Berri Robillard/Vez | 3 | 1 | 1 | 2 |   | 3 | 1 | X |    | 11    | 29,6 | 20,8  |

|            | 1 | 2 | 3 | 4 | 5 | 6 | 7 | 8 | EE | Total | LSD   | LSD   |
| ---------- | - | - | - | - | - | - | - | - | -- | ----- | ----- | ----- |
| Jaca Black |   | 1 |   |   |   | 2 | 2 |   |    | 5     | 37,6  | 71,0  |
| BCC Black  | 2 |   | 1 | 1 | 2 |   |   | 1 |    | 7     | 199,6 | 199,6 |

#### Jornada 5
15 de enero de 2016 18:30
|                           | 1 | 2 | 3 | 4 | 5 | 6 | 7 | 8 | EE | Total | LSD   | LSD  |
| ------------------------- | - | - | - | - | - | - | - | - | -- | ----- | ----- | ---- |
| Txuri Berri Otaegi/Unanue |   |   | 1 |   |   | 1 | 1 | X |    | 3     | 176,0 | 20,0 |
| Txuri Berri Otaegi/Mirete | 2 | 1 |   |   | 1 |   |   | X |    | 4     | 199,6 | 81,0 |

|                    | 1 | 2 | 3 | 4 | 5 | 6 | 7 | 8 | EE | Total | LSD   | LSD   |
| ------------------ | - | - | - | - | - | - | - | - | -- | ----- | ----- | ----- |
| BCC Red            |   |   |   |   | 2 |   | X | X |    | 2     | 121,0 | 141,0 |
| Txuri Berri Alstar | 3 | 1 | 1 | 2 |   | 4 | X | X |    | 11    | 20,5  | 90,5  |

|            | 1 | 2 | 3 | 4 | 5 | 6 | 7 | 8 | EE | Total | LSD   | LSD   |
| ---------- | - | - | - | - | - | - | - | - | -- | ----- | ----- | ----- |
| BCC Green  | 2 |   | 1 |   | 1 |   | 3 |   |    | 7     | 199,6 | 125,0 |
| Madrid B52 |   | 3 |   | 1 |   | 2 |   | 2 |    | 8     | 199,6 | 84,0  |

#### Jornada 6
15 de enero de 2016 21:00
|                           | 1 | 2 | 3 | 4 | 5 | 6 | 7 | 8 | EE | Total | LSD  | LSD   |
| ------------------------- | - | - | - | - | - | - | - | - | -- | ----- | ---- | ----- |
| Txuri Berri Robillard/Vez | 4 | 1 | 1 |   | 3 |   | 3 | X |    | 12    | 64,7 | 41,2  |
| Jaca Black                |   |   |   | 2 |   | 1 |   | X |    | 3     | 3,8  | 199,6 |

|                        | 1 | 2 | 3 | 4 | 5 | 6 | 7 | 8 | EE | Total | LSD   | LSD   |
| ---------------------- | - | - | - | - | - | - | - | - | -- | ----- | ----- | ----- |
| SVC Iparpolo Bikohamar |   | 2 | 1 |   | 1 | 1 | 2 | X |    | 7     | 84,7  | 97,7  |
| Jaca Red               | 1 |   |   | 1 |   |   |   | X |    | 2     | 199,6 | 199,6 |

|                     | 1 | 2 | 3 | 4 | 5 | 6 | 7 | 8 | EE | Total | LSD   | LSD   |
| ------------------- | - | - | - | - | - | - | - | - | -- | ----- | ----- | ----- |
| SVC Iparpolo Bikobi | 3 |   | 1 |   |   | 1 |   | 2 |    | 7     | 153,2 | 86,2  |
| BCC Blue            |   | 1 |   | 1 |   |   | 3 |   |    | 5     | 199,6 | 199,6 |

#### Jornada 7
16 de enero de 2016 08:30
|           | 1 | 2 | 3 | 4 | 5 | 6 | 7 | 8 | EE | Total | LSD   | LSD   |
| --------- | - | - | - | - | - | - | - | - | -- | ----- | ----- | ----- |
| BCC Red   | 1 | 1 |   | 3 |   | 1 | 2 |   |    | 8     | 120,7 | 135,2 |
| Iceberg I |   |   | 1 |   | 2 |   |   | 1 |    | 4     | 199,6 | 199,6 |

|                           | 1 | 2 | 3 | 4 | 5 | 6 | 7 | 8 | EE | Total | LSD   | LSD   |
| ------------------------- | - | - | - | - | - | - | - | - | -- | ----- | ----- | ----- |
| Madrid B52                |   |   |   | 2 |   | 2 |   | X |    | 4     | 199,6 | 142,9 |
| Txuri Berri Otaegi/Mirete | 2 | 1 | 2 |   | 3 |   | 3 | X |    | 11    | 30,5  | 31,6  |

|                           | 1 | 2 | 3 | 4 | 5 | 6 | 7 | 8 | EE | Total | LSD   | LSD   |
| ------------------------- | - | - | - | - | - | - | - | - | -- | ----- | ----- | ----- |
| BCC Green                 |   |   | 1 | 4 |   | 2 | 2 | 1 |    | 10    | 76,6  | 144,2 |
| Txuri Berri Otaegi/Unanue | 4 | 2 |   |   | 1 |   |   |   |    | 7     | 118,2 | 109,2 |

#### Jornada 8
16 de enero de 2016 11:00
|                     | 1 | 2 | 3 | 4 | 5 | 6 | 7 | 8 | EE | Total | LSD   | LSD   |
| ------------------- | - | - | - | - | - | - | - | - | -- | ----- | ----- | ----- |
| SVC Iparpolo Bikobi | 2 | 5 |   | 5 |   | 2 | X | X |    | 14    | 137,4 | 31,5  |
| BCC Black           |   |   | 2 |   | 1 |   | X | X |    | 3     | 102,9 | 171,7 |

|            | 1 | 2 | 3 | 4 | 5 | 6 | 7 | 8 | EE | Total | LSD   | LSD   |
| ---------- | - | - | - | - | - | - | - | - | -- | ----- | ----- | ----- |
| BCC Blue   |   |   | 2 | 1 | 2 |   | 1 | 1 |    | 7     | 199,6 | 199,6 |
| Jaca Black | 2 | 1 |   |   |   | 3 |   |   |    | 6     | 99,5  | 161,5 |

|                    | 1 | 2 | 3 | 4 | 5 | 6 | 7 | 8 | EE | Total | LSD   | LSD   |
| ------------------ | - | - | - | - | - | - | - | - | -- | ----- | ----- | ----- |
| Txuri Berri Alstar | 3 | 1 |   |   | 3 | 2 |   | X |    | 9     | 29,2  | 149,7 |
| Jaca Red           |   |   | 2 | 1 |   |   | 1 | X |    | 4     | 199,6 | 137,6 |

#### Jornada 9
16 de enero de 2016 13:30
|                           | 1 | 2 | 3 | 4 | 5 | 6 | 7 | 8 | EE | Total | LSD   | LSD   |
| ------------------------- | - | - | - | - | - | - | - | - | -- | ----- | ----- | ----- |
| Txuri Berri Otaegi/Unanue |   | 1 |   | 3 | 1 | 1 | 2 | X |    | 8     | 149,2 | 199,6 |
| Madrid B52                | 1 |   | 1 |   |   |   |   | X |    | 2     | 2,4   | 15,2  |

|                           | 1 | 2 | 3 | 4 | 5 | 6 | 7 | 8 | EE | Total | LSD   | LSD   |
| ------------------------- | - | - | - | - | - | - | - | - | -- | ----- | ----- | ----- |
| Txuri Berri Otaegi/Mirete | 1 |   | 1 | 2 | 1 | 2 | 1 | X |    | 8     | 199,6 | 171,7 |
| BCC Green                 |   | 1 |   |   |   |   |   | X |    | 1     | 199,6 | 132,7 |

|                        | 1 | 2 | 3 | 4 | 5 | 6 | 7 | 8 | EE | Total | LSD   | LSD   |
| ---------------------- | - | - | - | - | - | - | - | - | -- | ----- | ----- | ----- |
| Iceberg I              |   |   | 1 | 1 |   |   |   | X |    | 2     | 119,9 | 199,6 |
| SVC Iparpolo Bikohamar | 2 | 2 |   |   | 3 | 1 | 1 | X |    | 9     | 199,6 | 69,7  |

#### Jornada 10
16 de enero de 2016 16:00
|                     | 1 | 2 | 3 | 4 | 5 | 6 | 7 | 8 | EE | Total | LSD   | LSD   |
| ------------------- | - | - | - | - | - | - | - | - | -- | ----- | ----- | ----- |
| Jaca Black          |   |   |   | 1 |   | 2 | 1 | X |    | 4     | 181,0 | 199,6 |
| SVC Iparpolo Bikobi | 2 | 2 | 1 |   | 2 |   |   | X |    | 7     | 199,6 | 151,2 |

|          | 1 | 2 | 3 | 4 | 5 | 6 | 7 | 8 | EE | Total | LSD   | LSD   |
| -------- | - | - | - | - | - | - | - | - | -- | ----- | ----- | ----- |
| Jaca Red | 2 | 1 |   | 3 |   | 1 | 1 | 2 |    | 10    | 33,2  | 199,6 |
| BCC Red  |   |   | 4 |   | 1 |   |   |   |    | 5     | 175,7 | 76,7  |

|                           | 1 | 2 | 3 | 4 | 5 | 6 | 7 | 8 | EE | Total | LSD   | LSD  |
| ------------------------- | - | - | - | - | - | - | - | - | -- | ----- | ----- | ---- |
| BCC Black                 |   |   |   | 1 |   | 2 | X | X |    | 3     | 114,7 | 48,7 |
| Txuri Berri Robillard/Vez | 2 | 2 | 3 |   | 5 |   | X | X |    | 13    | 101,7 | 16,7 |

### Resultados del DSC (Draw Shot Challenge)
|                        | LSD                | LSD                | LSD      | LSD      | LSD     | LSD     | LSD                    | LSD                    | LSD       | LSD       | LSD     | DSC    | Global |
|                        | Txuri Berri Alstar | Txuri Berri Alstar | Jaca Red | Jaca Red | BCC Red | BCC Red | SVC Iparpolo Bikohamar | SVC Iparpolo Bikohamar | Iceberg I | Iceberg I | Total   | DSC    | Global |
| ---------------------- | ------------------ | ------------------ | -------- | -------- | ------- | ------- | ---------------------- | ---------------------- | --------- | --------- | ------- | ------ | ------ |
| Txuri Berri Alstar     | X                  | X                  | 29,20    | 149,70   | 20,50   | 90,50   | 123,20                 | 199,60                 | 27,40     | 82,90     | 723,00  | 62,28  | 3      |
| Jaca Red               | 199.60             | 137.60             | X        | X        | 33.20   | 199.60  | 199.60                 | 199.60                 | 56.70     | 28.50     | 1054.40 | 109.20 | 8      |
| BCC Red                | 121.00             | 141.00             | 175.70   | 76.70    | X       | X       | 199.60                 | 63.80                  | 120.70    | 135.20    | 1033.70 | 109.73 | 9      |
| SVC Iparpolo Bikohamar | 199.60             | 174.20             | 84.70    | 97.70    | 199.60  | 141.60  | X                      | X                      | 199.60    | 69.70     | 1166.70 | 127.92 | 13     |
| Iceberg I              | 199.60             | 113.90             | 199.60   | 199.60   | 199.60  | 199.60  | 119.90                 | 199.60                 | X         | X         | 1431.40 | 172.03 | 14     |

|                           | LSD                       | LSD                       | LSD                 | LSD                 | LSD        | LSD        | LSD     | LSD     | LSD       | LSD       | LSD     | DSC    | Global |
|                           | Txuri Berri Robillard/Vez | Txuri Berri Robillard/Vez | SVC Iparpolo Bikobi | SVC Iparpolo Bikobi | Jaca Black | Jaca Black | BCC Bue | BCC Bue | Bcc Black | Bcc Black | Total   | DSC    | Global |
| ------------------------- | ------------------------- | ------------------------- | ------------------- | ------------------- | ---------- | ---------- | ------- | ------- | --------- | --------- | ------- | ------ | ------ |
| Txuri Berri Robillard/Vez | X                         | X                         | 29.00               | 42.70               | 64.70      | 41.20      | 29.60   | 20.80   | 101.70    | 16.70     | 346.40  | 30.00  | 1      |
| SVC Iparpolo Bikobi       | 31.80                     | 35.60                     | X                   | X                   | 199.60     | 151.20     | 153.20  | 86.20   | 137.40    | 31.50     | 826.50  | 78.95  | 5      |
| Jaca Black                | 3.80                      | 199.60                    | 181.00              | 199.60              | X          | X          | 99.50   | 161.50  | 37.60     | 71.00     | 953.60  | 92.40  | 6      |
| BCC Blue                  | 27,90                     | 199,60                    | 199,60              | 199,60              | 199,60     | 199,60     |         |         | 64,00     | 31,20     | 1121,10 | 120,32 | 11     |
| BCC Black                 | 114,70                    | 48,70                     | 102,90              | 171,70              | 199,60     | 199,60     | 120,70  | 199,60  |           |           | 1157,50 | 126,38 | 12     |

|                           | LSD        | LSD        | LSD                       | LSD                       | LSD                       | LSD                       | LSD       | LSD       | LSD    | DSC    | Global |
|                           | Madrid B52 | Madrid B52 | Txuri Berri Otaegi/Mirete | Txuri Berri Otaegi/Mirete | Txuri Berri Otaegi/Unanue | Txuri Berri Otaegi/Unanue | BCC Green | BCC Green | Total  | DSC    | Global |
| ------------------------- | ---------- | ---------- | ------------------------- | ------------------------- | ------------------------- | ------------------------- | --------- | --------- | ------ | ------ | ------ |
| Madrid B52                |            |            | 199,60                    | 142,90                    | 2,40                      | 15,20                     | 199,60    | 84,00     | 643,70 | 61,13  | 2      |
| Txuri Berri Otaegi/Mirete | 30,50      | 31,60      |                           |                           | 199,60                    | 81,00                     | 199,60    | 171,70    | 714,00 | 78,70  | 4      |
| Txuri Berri Otaegi/Unanue | 149,20     | 199,60     | 176,00                    | 20,00                     |                           |                           | 118,20    | 109,20    | 772,20 | 99,15  | 7      |
| BCC Green                 | 199,60     | 125,00     | 199,60                    | 132,70                    | 76,60                     | 144,20                    |           |           | 877,70 | 119,63 | 10     |

## Play offs
|  | Cuartos de final          | Cuartos de final |                           |                           | Semifinales | Semifinales |  |                           | Final | Final |  |
|  |                           |                  |                           |                           |             |             |  |                           |       |       |  |
|  |                           |                  |                           |                           |             |             |  |                           |       |       |  |
|  | SVC Iparpolo Bikobi       | 8                |                           |                           |             |             |  |                           |       |       |  |
|  | SVC Iparpolo Bikobi       | 8                |                           |                           |             |             |  |                           |       |       |  |
|  | SVC Iparpolo Bikohamar    | 2                |                           |                           |             |             |  |                           |       |       |  |
|  | SVC Iparpolo Bikohamar    | 2                |                           | Txuri Berri Alstar        | 0           |             |  |                           |       |       |  |
|  |                           |                  |                           | Txuri Berri Alstar        | 0           |             |  |                           |       |       |  |
|  |                           |                  | Txuri Berri Robillard/Vez | 9                         |             |             |  |                           |       |       |  |
|  | Txuri Berri Otaegi/Mirete | 4                | Txuri Berri Robillard/Vez | 9                         |             |             |  |                           |       |       |  |
|  | Txuri Berri Otaegi/Mirete | 4                |                           |                           |             |             |  |                           |       |       |  |
|  | Txuri Berri Otaegi/Unanue | 11               |                           |                           |             |             |  |                           |       |       |  |
|  | Txuri Berri Otaegi/Unanue | 11               |                           |                           |             |             |  | Txuri Berri Robillard/Vez | 3     |       |  |
|  |                           |                  |                           |                           |             |             |  | Txuri Berri Robillard/Vez | 3     |       |  |
|  |                           |                  | SVC Iparpolo Bikobi       | 9                         |             |             |  |                           |       |       |  |
|  | Txuri Berri Alstar        | 9                | SVC Iparpolo Bikobi       | 9                         |             |             |  |                           |       |       |  |
|  | Txuri Berri Alstar        | 9                |                           |                           |             |             |  |                           |       |       |  |
|  | Jaca Red                  | 3                |                           |                           |             |             |  |                           |       |       |  |
|  | Jaca Red                  | 3                |                           | Txuri Berri Otaegi/Unanue | 6           |             |  |                           |       |       |  |
|  |                           |                  |                           | Txuri Berri Otaegi/Unanue | 6           |             |  |                           |       |       |  |
|  |                           |                  | SVC Iparpolo Bikobi       | 7                         |             |             |  |                           |       |       |  |
|  | Txuri Berri Robillard/Vez | 12               | SVC Iparpolo Bikobi       | 7                         |             |             |  |                           |       |       |  |
|  | Txuri Berri Robillard/Vez | 12               |                           |                           |             |             |  |                           |       |       |  |
|  | Madrid B52                | 2                |                           |                           |             |             |  |                           |       |       |  |
|  | Madrid B52                | 2                |                           |                           |             |             |  |                           |       |       |  |
|  |                           |                  |                           |                           |             |             |  |                           |       |       |  |

### Cuartos de final
16 de enero de 2016 18:30
| Línea 1                | 1 | 2 | 3 | 4 | 5 | 6 | 7 | 8 | EE | Total | LSD | LSD |
| ---------------------- | - | - | - | - | - | - | - | - | -- | ----- | --- | --- |
| SVC Iparpolo Bikobi    | 3 | 1 |   | 2 | 1 | 1 | 2 | X |    | 8     |     |     |
| SVC Iparpolo Bikohamar |   |   | 2 |   |   |   | X | X |    | 2     |     |     |

| Línea 2            | 1 | 2 | 3 | 4 | 5 | 6 | 7 | 8 | EE | Total | LSD | LSD |
| ------------------ | - | - | - | - | - | - | - | - | -- | ----- | --- | --- |
| Txuri Berri Alstar |   | 2 | 1 |   | 1 | 3 | 2 | X |    | 9     |     |     |
| Jaca Red           | 2 |   |   | 1 |   |   |   | X |    | 3     |     |     |

| Línea 3                   | 1 | 2 | 3 | 4 | 5 | 6 | 7 | 8 | EE | Total | LSD | LSD |
| ------------------------- | - | - | - | - | - | - | - | - | -- | ----- | --- | --- |
| Txuri Berri Otaegi/Mirete | 1 | 1 |   | 1 | 1 |   |   | X |    | 4     |     |     |
| Txuri Berri Otaegi/Unanue |   |   | 6 |   |   | 4 | 1 | X |    | 11    |     |     |

16 de enero de 2016 21:00
| Línea 1                   | 1 | 2 | 3 | 4 | 5 | 6 | 7 | 8 | EE | Total | LSD | LSD |
| ------------------------- | - | - | - | - | - | - | - | - | -- | ----- | --- | --- |
| Txuri Berri Robillard/Vez | 2 | 4 |   | 2 |   | 4 | X | X |    | 12    |     |     |
| Madrid B52                |   |   | 1 |   | 1 |   | X | X |    | 2     |     |     |

### Semifinales
17 de enero de 2016 09:30
| Línea 1                   | 1 | 2 | 3 | 4 | 5 | 6 | 7 | 8 | EE | Total | LSD | LSD |
| ------------------------- | - | - | - | - | - | - | - | - | -- | ----- | --- | --- |
| Txuri Berri Alstar        |   |   |   |   |   |   | X | X |    | 0     |     |     |
| Txuri Berri Robillard/Vez | 1 | 1 | 1 | 1 | 1 | 4 | X | X |    | 9     |     |     |

| Línea 2                   | 1 | 2 | 3 | 4 | 5 | 6 | 7 | 8 | EE | Total | LSD | LSD |
| ------------------------- | - | - | - | - | - | - | - | - | -- | ----- | --- | --- |
| Txuri Berri Otaegi/Unanue |   | 3 | 1 | 1 |   |   | 1 |   |    | 6     |     |     |
| SVC Iparpolo Bikobi       | 2 |   |   |   | 1 | 1 |   | 2 | 1  | 7     |     |     |

### Final
17 de enero de 2016 13:00
| Línea 3                   | 1 | 2 | 3 | 4 | 5 | 6 | 7 | 8 | EE | Total | LSD | LSD |
| ------------------------- | - | - | - | - | - | - | - | - | -- | ----- | --- | --- |
| Txuri Berri Robillard/Vez |   |   |   | 2 | 1 |   |   | X |    | 3     |     |     |
| SVC Iparpolo Bikobi       | 1 | 1 | 2 |   |   | 4 | 1 | X |    | 9     |     |     |